# 24 Heures de Daytona 2025
Navigation
Édition précédente Édition suivante
Les 24 Heures de Daytona 2025 (2025 Rolex 24 Hours of Daytona), course d'endurance pour voitures de sport disputées les 25 et 26 janvier 2025 sur le Daytona International Speedway, sont la soixante-troisième édition de cette épreuve, et la cinquante-neuvième sur un format de vingt-quatre heures. C'est aussi la première manche du WeatherTech SportsCar Championship 2025.

## Contexte avant la course
La Balance des Performances a été ajustée pour le Roar before the Rolex 24. Par rapport aux 24 Heures de Daytona 2024, le poids des voitures est ajusté comme suit :
- L'Acura ARX-06 voit son poids baisser de 12 kg pour arriver à 1 060 kg,
- La BMW M Hybrid V8 voit son poids baisser de 1 kg pour arriver à 1 030 kg,
- La Cadillac V-Series.R voit son poids augmenter de 30 kg pour arriver à 1 030 kg,
- La Porsche 963 voit son poids baisser de 20 kg pour arriver à 1 041 kg,
- La Lamborghini SC63 a un poids de 1 030 kg.

L'énergie maximale allouée par relais est également modifiée comme suit, par rapport aux 24 Heures de Daytona 2023 :
- L'Acura ARX-06 perd 9 MJ pour arriver à 911 MJ,
- La BMW M Hybrid V8 gagne 3 MJ pour arriver à 911 MJ,
- La Cadillac V-Series.R gagne 13 MJ pour arriver à 915 MJ,
- La Porsche 963 perd 21 MJ pour arriver à 896 MJ,
- La Lamborghini SC63 est alloué 915 MJ[1].

Jamie Chadwick officie en tant que Grand Marshall lors de cette édition des 24 Heures de Daytona.

## Engagés

### Liste des concurrents
Le 16 janvier 2025, l'IMSA publie la liste officielle des voitures admises au Roar before the Rolex 24. 61 voitures sont engagées, avec 12 voitures en catégorie GTP, 12 en LMP 2, 15 en GTD Pro et 22 en GTD Pro.
| No.                   | Pays              | Écurie                                       | Voiture                          | Pilotes                  | Pilotes                | Pilotes                  | Pilotes                |
| GTP (12 voitures)     | GTP (12 voitures) | GTP (12 voitures)                            | GTP (12 voitures)                | GTP (12 voitures)        | GTP (12 voitures)      | GTP (12 voitures)        | GTP (12 voitures)      |
| --------------------- | ----------------- | -------------------------------------------- | -------------------------------- | ------------------------ | ---------------------- | ------------------------ | ---------------------- |
| 5                     |                   | Proton Competition                           | Porsche 963                      | Neel Jani                | Nico Pino              | Tristan Vautier          |                        |
| 6                     |                   | Porsche Penske Motorsport                    | Porsche 963                      | Matt Campbell            | Kévin Estre            | Mathieu Jaminet          |                        |
| 7                     |                   | Porsche Penske Motorsport                    | Porsche 963                      | Felipe Nasr              | Nick Tandy             | Laurens Vanthoor         |                        |
| 10                    |                   | Cadillac Wayne Taylor Racing                 | Cadillac V-Series.R              | Filipe Albuquerque       | Brendon Hartley        | Will Stevens             | Ricky Taylor           |
| 24                    |                   | BMW M Team RLL                               | BMW M Hybrid V8                  | Philipp Eng              | Kevin Magnussen        | Raffaele Marciello       | Dries Vanthoor         |
| 25                    |                   | BMW M Team RLL                               | BMW M Hybrid V8                  | Robin Frijns             | Sheldon van der Linde  | René Rast                | Marco Wittmann         |
| 31                    |                   | Cadillac Whelen                              | Cadillac V-Series.R              | Jack Aitken              | Earl Bamber            | Felipe Drugovich         | Frederik Vesti         |
| 40                    |                   | Cadillac Wayne Taylor Racing                 | Cadillac V-Series.R              | Louis Delétraz           | Kamui Kobayashi        | Alex Lynn                | Jordan Taylor          |
| 60                    |                   | Acura Meyer Shank Racing avec Curb Agajanian | Acura ARX-06                     | Tom Blomqvist            | Colin Braun            | Scott Dixon              | Felix Rosenqvist       |
| 63                    |                   | Automobili Lamborghini Squadra Corse         | Lamborghini SC63                 | Mirko Bortolotti         | Romain Grosjean        | Daniil Kvyat             | Edoardo Mortara        |
| 85                    |                   | JDC-Miller MotorSports                       | Porsche 963                      | Bryce Aron (en)          | Gianmaria Bruni        | Tijmen van der Helm      | Pascal Wehrlein        |
| 93                    |                   | Acura Meyer Shank Racing avec Curb Agajanian | Acura ARX-06                     | Kakunoshin Ohta (en)     | Álex Palou             | Nick Yelloly             | Renger van der Zande   |
| LMP2 (12 voitures)    |                   |                                              |                                  |                          |                        |                          |                        |
| 2                     |                   | United Autosports USA                        | Oreca 07                         | Nick Boulle              | Ben Hanley             | Oliver Jarvis            | Garnet Patterson       |
| 04                    |                   | CrowdStrike Racing par APR                   | Oreca 07                         | Colton Herta             | Malthe Jakobsen        | George Kurtz             | Toby Sowery (en)       |
| 8                     |                   | Tower Motorsports                            | Oreca 07                         | Sebastián Álvarez (en)   | Sebastien Bourdais     | John Farano              | Job van Uitert         |
| 11                    |                   | TDS Racing                                   | Oreca 07                         | Mikkel Jensen            | Hunter McElrea (en)    | Charles Milesi           | Steven Thomas          |
| 18                    |                   | Era Motorsport                               | Oreca 07                         | Paul-Loup Chatin         | Ryan Dalziel           | David Heinemeier Hansson | Tobias Lütke           |
| 22                    |                   | United Autosports USA                        | Oreca 07                         | James Allen              | Paul Di Resta          | Daniel Goldburg          | Rasmus Lindh (en)      |
| 43                    |                   | Inter Europol                                | Oreca 07                         | Tom Dillmann             | António Félix da Costa | Jon Field                | Bijoy Garg (en)        |
| 52                    |                   | PR1 Mathiasen Motorsports                    | Oreca 07                         | Mathias Beche            | Ben Keating            | Benjamin Pedersen (en)   | Rodrigo Sales          |
| 73                    |                   | Pratt Miller Motorsports                     | Oreca 07                         | Chris Cumming            | Pietro Fittipaldi      | Callum Ilott             | James Roe (en)         |
| 74                    |                   | Riley                                        | Oreca 07                         | Josh Burdon (en)         | Felipe Fraga           | Felipe Massa             | Gar Robinson           |
| 88                    |                   | PECOM Racing                                 | Oreca 07                         | Luís Pérez Companc       | Dylan Murry            | Nicklas Nielsen          | Matthieu Vaxiviere     |
| 99                    |                   | AO Racing                                    | Oreca 07                         | Dane Cameron             | Jonny Edgar            | P. J. Hyett (en)         | Christian Rasmussen    |
| GTD Pro (15 voitures) |                   |                                              |                                  |                          |                        |                          |                        |
| 1                     |                   | Paul Miller Racing                           | BMW M4 GT3 Evo                   | Connor De Phillippi      | Madison Snow           | Kelvin van der Linde     | Neil Verhagen (en)     |
| 3                     |                   | Corvette Racing par Pratt Miller Motorsports | Chevrolet Corvette Z06 GT3.R     | Antonio Garcia           | Daniel Juncadella      | Alexander Sims           |                        |
| 4                     |                   | Corvette Racing par Pratt Miller Motorsports | Chevrolet Corvette Z06 GT3.R     | Nicky Catsburg           | Tommy Milner           | Nicolás Varrone (en)     |                        |
| 007                   |                   | Heart of Racing Team                         | Aston Martin Vantage AMR GT3 Evo | Roman De Angelis (en)    | Ross Gunn (en)         | Alex Riberas             |                        |
| 9                     |                   | Pfaff Motorsports                            | Lamborghini Huracán GT3 Evo2     | Andrea Caldarelli        | James Hinchcliffe      | Marco Mapelli (en)       | Jordan Pepper          |
| 14                    |                   | Vasser Sullivan Racing                       | Lexus RC F GT3                   | Ben Barnicoat            | Aaron Telitz           |                          |                        |
| 20                    |                   | Proton Competition                           | Porsche 911 GT3 R                | Matteo Cressoni          | Richard Lietz          | Thomas Preining          | Claudio Schiavoni      |
| 48                    |                   | Paul Miller Racing                           | BMW M4 GT3 Evo                   | Augusto Farfus           | Dan Harper (en)        | Dan Harper (en)          | Jesse Krohn            |
| 64                    |                   | Ford Multimatic Motorsports                  | Ford Mustang GT3                 | Austin Cindric           | Sebastian Priaulx (en) | Mike Rockenfeller        |                        |
| 65                    |                   | Ford Multimatic Motorsports                  | Ford Mustang GT3                 | Christopher Mies         | Dennis Olsen           | Frédéric Vervisch        |                        |
| 69                    |                   | GetSpeed                                     | Mercedes-AMG GT3                 | Anthony Bartone          | Maxime Martin          | Fabian Schiller (en)     | Luca Stolz (en)        |
| 75                    |                   | 75 Express                                   | Mercedes-AMG GT3                 | Maro Engel               | Jules Gounon           | Mikael Grenier           | Kenny Habul            |
| 77                    |                   | AO Racing                                    | Porsche 911 GT3 R                | Klaus Bachler            | Laurin Heinrich (en)   | Alessio Picariello       |                        |
| 81                    |                   | DragonSpeed                                  | Ferrari 296 GT3                  | Albert Costa             | Miguel Molina          | Davide Rigon             | Thomas Neubauer (en)   |
| 91                    |                   | Trackhouse par TF Sport                      | Chevrolet Corvette Z06 GT3.R     | Shane van Gisbergen      | Ben Keating            | Scott McLaughlin         | Connor Zilisch (en)    |
| GTD (22 voitures)     |                   |                                              |                                  |                          |                        |                          |                        |
| 12                    |                   | Vasser Sullivan Racing                       | Lexus RC F GT3                   | Jack Hawksworth          | Kyle Kirkwood          | Frankie Montecalvo       | Parker Thompson (en)   |
| 13                    |                   | AWA                                          | Chevrolet Corvette Z06 GT3.R     | Matthew Bell             | Orey Fidani (en)       | Lars Kern                | Marvin Kirchhöfer      |
| 19                    |                   | van der Steur Racing                         | Aston Martin Vantage AMR GT3 Evo | Valentin Hasse-Clot (en) | Maxime Robin (de)      | Rory van der Steur       | Anthony McIntosh       |
| 21                    |                   | AF Corse                                     | Ferrari 296 GT3                  | Kei Cozzolino            | Simon Mann             | Alessandro Pier Guidi    | Lilou Wadoux Ducellier |
| 021                   |                   | Triarsi Competizione                         | Ferrari 296 GT3                  | James Calado             | Stevan McAleer (en)    | Sheena Monk (en)         | Mike Skeen (en)        |
| 023                   |                   | Triarsi Competizione                         | Ferrari 296 GT3                  | Eddie Cheever III (en)   | Alessio Rovera         | Charlie Scardina         | Onofrio Triarsi        |
| 27                    |                   | Heart of Racing Team                         | Aston Martin Vantage AMR GT3 Evo | Mattia Drudi (en)        | Tom Gamble             | Zacharie Robichon        | Casper Stevenson (en)  |
| 32                    |                   | Korthoff Competition Motors                  | Mercedes-AMG GT3                 | Maximilian Götz          | Kenton Koch (en)       | Seth Lucas (en)          | Daniel Morad           |
| 34                    |                   | Conquest Racing                              | Ferrari 296 GT3                  | Giacomo Altoè (en)       | Manny Franco           | Cedric Sbirrazzuoli      | Daniel Serra           |
| 36                    |                   | DXDT Racing (en)                             | Chevrolet Corvette Z06 GT3.R     | Pipo Derani              | Charlie Eastwood       | Alec Udell (en)          | Salih Yoluç            |
| 44                    |                   | Magnus Racing                                | Aston Martin Vantage AMR GT3 Evo | Andy Lally               | John Potter            | Spencer Pumpelly         | Nicki Thiim            |
| 45                    |                   | Wayne Taylor Racing                          | Lamborghini Huracán GT3 Evo2     | Graham Doyle             | Danny Formal           | Trent Hindman            | Kyle Marcelli (en)     |
| 47                    |                   | Cetilar Racing                               | Ferrari 296 GT3̟                  | Antonio Fuoco            | Nicola Lacorte         | Roberto Lacorte          | Lorenzo Patrese (en)   |
| 50                    |                   | AF Corse                                     | Ferrari 296 GT3                  | Riccardo Agostini (en)   | Conrad Laursen         | Arthur Leclerc           | Custodio Toledo        |
| 57                    |                   | Winward Racing                               | Mercedes-AMG GT3                 | Lucas Auer               | Indy Dontje (en)       | Philip Ellis (en)        | Russell Ward (en)      |
| 66                    |                   | Gradient Racing                              | Ford Mustang GT3                 | Till Bechtolsheimer      | Tatiana Calderón       | Joey Hand                | Harry Tincknell        |
| 70                    |                   | Inception Racing                             | Ferrari 296 GT3                  | David Fumanelli          | Brendan Iribe          | Ollie Millroy            | Frederik Schandorff    |
| 78                    |                   | Forte Racing (en)                            | Lamborghini Huracán GT3 Evo2     | Mario Farnbacher         | Misha Goikhberg        | Parker Kligerman (en)    | Franck Perera          |
| 80                    |                   | Lone Star Racing                             | Mercedes-AMG GT3                 | Scott Andrews (de)       | Ralf Aron              | Eric Filgueiras          | Dan Knox               |
| 83                    |                   | Iron Dames                                   | Porsche 911 GT3 R                | Sarah Bovy               | Rahel Frey             | Karen Gaillard (en)      | Michelle Gatting       |
| 96                    |                   | Turner Motorsport                            | BMW M4 GT3 Evo                   | Robby Foley              | Patrick Gallagher (en) | Jens Klingmann           | Jake Walker (en)       |
| 120                   |                   | Wright Motorsports                           | Porsche 911 GT3 R                | Adam Adelson             | Ayhancan Güven         | Tom Sargent              | Elliott Skeer          |
| Sources ː ,           |                   |                                              |                                  |                          |                        |                          |                        |

Championnat dans lequel la voiture est engagée :
- WeatherTech SportsCar Championship
- Michelin Endurance Cup
- Daytona seulement

## Course

### Classements intermédiaires
| Pos. | Après la 1re heure | Après la 1re heure                                                                                          | Après 6 heures | Après 6 heures                                                                                         | Après 12 heures | Après 12 heures                                                                                        | Après 18 heures | Après 18 heures                                                                                        |
| Pos. | no                 | Voiture / Pilotes                                                                                           | no             | Voiture / Pilotes                                                                                      | no              | Voiture / Pilotes                                                                                      | no              | Voiture / Pilotes                                                                                      |
| ---- | ------------------ | --- | -------------- | --- | --------------- | --- | --------------- | --- |
| 1    | 24                 | BMW M Team RLL BMW M Hybrid V8 (GTP) Eng - Magnussen - Marciello - Vanthoor                                 | 60             | Acura Meyer Shank Racing avec Curb Agajanian Acura ARX-06 (GTP) Blomqvist - Braun - Dixon - Rosenqvist | 7               | Porsche Penske Motorsport Porsche 963 (GTP) Nasr - Tandy - Vanthoor                                    | 7               | Porsche Penske Motorsport Porsche 963 (GTP) Nasr - Tandy - Vanthoor                                    |
| 2    | 93                 | Acura Meyer Shank Racing avec Curb Agajanian Acura ARX-06 (GTP) Ohta (en) - Palou - Yelloly - van der Zande | 7              | Porsche Penske Motorsport Porsche 963 (GTP) Nasr - Tandy - Vanthoor                                    | 6               | Porsche Penske Motorsport Porsche 963 (GTP) Campbell - Estre - Jaminet                                 | 6               | Porsche Penske Motorsport Porsche 963 (GTP) Campbell - Estre - Jaminet                                 |
| 3    | 31                 | Cadillac Whelen Cadillac V-Series.R (GTP) Aitken - Bamber - Drugovich - Vesti                               | 40             | Cadillac Wayne Taylor Racing Cadillac V-Series.R (GTP) Delétraz - Kobayashi - Taylor                   | 60              | Acura Meyer Shank Racing avec Curb Agajanian Acura ARX-06 (GTP) Blomqvist - Braun - Dixon - Rosenqvist | 24              | BMW M Team RLL BMW M Hybrid V8 (GTP) Eng - Magnussen - Marciello - Vanthoor                            |
| 4    | 60                 | Acura Meyer Shank Racing avec Curb Agajanian Acura ARX-06 (GTP) Blomqvist - Braun - Dixon - Rosenqvist      | 31             | Cadillac Whelen Cadillac V-Series.R (GTP) Aitken - Bamber - Drugovich - Vesti                          | 10              | Cadillac Wayne Taylor Racing Cadillac V-Series.R (GTP) Albuquerque - Hartley - Stevens - Taylor        | 60              | Acura Meyer Shank Racing avec Curb Agajanian Acura ARX-06 (GTP) Blomqvist - Braun - Dixon - Rosenqvist |
| 5    | 7                  | Porsche Penske Motorsport Porsche 963 (GTP) Nasr - Tandy - Vanthoor                                         | 25             | BMW M Team RLL BMW M Hybrid V8 (GTP) Frijns - van der Linde - Rast - Wittmann                          | 24              | BMW M Team RLL BMW M Hybrid V8 (GTP) Eng - Magnussen - Marciello - Vanthoor                            | 10              | Cadillac Wayne Taylor Racing Cadillac V-Series.R (GTP) Albuquerque - Hartley - Stevens - Taylor        |

### Classement de la course
Voici le classement provisoire au terme de la course.
- Les vainqueurs de chaque catégorie sont signalés par un fond jauni.

| Pos     | Class   | PIC | No. | Team / Entrant                               | Drivers                                                                        | Chassis                            | Tours | Time/Retired    |
| Pos     | Class   | PIC | No. | Team / Entrant                               | Drivers                                                                        | Engine                             | Tours | Time/Retired    |
| ------- | ------- | --- | --- | -------------------------------------------- | ------------------------------------------------------------------------------ | ---------------------------------- | ----- | --------------- |
| 1       | GTP     | 1   | 7   | Porsche Penske Motorsport                    | Felipe Nasr Nick Tandy Laurens Vanthoor                                        | Porsche 963                        | 781   | 24:00:38.019    |
| 1       | GTP     | 1   | 7   | Porsche Penske Motorsport                    | Felipe Nasr Nick Tandy Laurens Vanthoor                                        | Porsche 9RD 4,6 L V8 Twin-Turbo    | 781   | 24:00:38.019    |
| 2       | GTP     | 2   | 60  | Acura Meyer Shank Racing avec Curb Agajanian | Tom Blomqvist Colin Braun Scott Dixon Felix Rosenqvist                         | Acura ARX-06                       | 781   | +1.335          |
| 2       | GTP     | 2   | 60  | Acura Meyer Shank Racing avec Curb Agajanian | Tom Blomqvist Colin Braun Scott Dixon Felix Rosenqvist                         | Acura AR24e 2,4 L V6 Twin-Turbo    | 781   | +1.335          |
| 3       | GTP     | 3   | 6   | Porsche Penske Motorsport                    | Matt Campbell Kévin Estre Mathieu Jaminet                                      | Porsche 963                        | 781   | +4.423          |
| 3       | GTP     | 3   | 6   | Porsche Penske Motorsport                    | Matt Campbell Kévin Estre Mathieu Jaminet                                      | Porsche 9RD 4,6 L V8 Twin-Turbo    | 781   | +4.423          |
| 4       | GTP     | 4   | 24  | BMW M Team RLL                               | Philipp Eng Kevin Magnussen Raffaele Marciello Dries Vanthoor                  | BMW M Hybrid V8                    | 780   | +1 Tour         |
| 4       | GTP     | 4   | 24  | BMW M Team RLL                               | Philipp Eng Kevin Magnussen Raffaele Marciello Dries Vanthoor                  | BMW P66/3 4,0 L V8 Twin-Turbo      | 780   | +1 Tour         |
| 5       | GTP     | 5   | 10  | Cadillac Wayne Taylor Racing                 | Filipe Albuquerque Brendon Hartley Will Stevens Ricky Taylor                   | Cadillac V-Series.R                | 780   | +1 Tour         |
| 5       | GTP     | 5   | 10  | Cadillac Wayne Taylor Racing                 | Filipe Albuquerque Brendon Hartley Will Stevens Ricky Taylor                   | Cadillac LMC55R 5,5 L V8 Atmo      | 780   | +1 Tour         |
| 6       | GTP     | 6   | 85  | JDC-Miller MotorSports                       | Bryce Aron (en) Gianmaria Bruni Tijmen van der Helm Pascal Wehrlein            | Porsche 963                        | 780   | +1 Tour         |
| 6       | GTP     | 6   | 85  | JDC-Miller MotorSports                       | Bryce Aron (en) Gianmaria Bruni Tijmen van der Helm Pascal Wehrlein            | Porsche 9RD 4,6 L V8 Twin-Turbo    | 780   | +1 Tour         |
| 7       | GTP     | 7   | 25  | BMW M Team RLL                               | Robin Frijns Sheldon van der Linde René Rast Marco Wittmann                    | BMW M Hybrid V8                    | 777   | +4 Tours        |
| 7       | GTP     | 7   | 25  | BMW M Team RLL                               | Robin Frijns Sheldon van der Linde René Rast Marco Wittmann                    | BMW P66/3 4,0 L V8 Twin-Turbo      | 777   | +4 Tours        |
| 8       | LMP2    | 1   | 22  | United Autosports USA                        | James Allen Paul Di Resta Daniel Goldburg Rasmus Lindh (en)                    | Oreca 07                           | 765   | +16 Tours       |
| 8       | LMP2    | 1   | 22  | United Autosports USA                        | James Allen Paul Di Resta Daniel Goldburg Rasmus Lindh (en)                    | Gibson GK428 4,2 L V8 Atmo         | 765   | +16 Tours       |
| 9       | LMP2    | 2   | 74  | Riley                                        | Josh Burdon (en) Felipe Fraga Felipe Massa Gar Robinson                        | Oreca 07                           | 765   | +16 Tours       |
| 9       | LMP2    | 2   | 74  | Riley                                        | Josh Burdon (en) Felipe Fraga Felipe Massa Gar Robinson                        | Gibson GK428 4,2 L V8 Atmo         | 765   | +16 Tours       |
| 10      | LMP2    | 3   | 52  | PR1 Mathiasen Motorsports                    | Mathias Beche Ben Keating Benjamin Pedersen (en) Rodrigo Sales                 | Oreca 07                           | 764   | +17 Tours       |
| 10      | LMP2    | 3   | 52  | PR1 Mathiasen Motorsports                    | Mathias Beche Ben Keating Benjamin Pedersen (en) Rodrigo Sales                 | Gibson GK428 4,2 L V8 Atmo         | 764   | +17 Tours       |
| 11      | LMP2    | 4   | 18  | Era Motorsport                               | Paul-Loup Chatin Ryan Dalziel David Heinemeier Hansson Tobias Lütke            | Oreca 07                           | 764   | +17 Tours       |
| 11      | LMP2    | 4   | 18  | Era Motorsport                               | Paul-Loup Chatin Ryan Dalziel David Heinemeier Hansson Tobias Lütke            | Gibson GK428 4,2 L V8 Atmo         | 764   | +17 Tours       |
| 12      | LMP2    | 5   | 99  | AO Racing                                    | Dane Cameron Jonny Edgar P. J. Hyett (en) Christian Rasmussen                  | Oreca 07                           | 757   | +24 Tours       |
| 12      | LMP2    | 5   | 99  | AO Racing                                    | Dane Cameron Jonny Edgar P. J. Hyett (en) Christian Rasmussen                  | Gibson GK428 4,2 L V8 Atmo         | 757   | +24 Tours       |
| 13      | LMP2    | 6   | 04  | CrowdStrike Racing par APR                   | Colton Herta Malthe Jakobsen George Kurtz Toby Sowery (en)                     | Oreca 07                           | 755   | +26 Tours       |
| 13      | LMP2    | 6   | 04  | CrowdStrike Racing par APR                   | Colton Herta Malthe Jakobsen George Kurtz Toby Sowery (en)                     | Gibson GK428 4,2 L V8 Atmo         | 755   | +26 Tours       |
| 14      | GTP     | 8   | 93  | Acura Meyer Shank Racing avec Curb Agajanian | Kakunoshin Ohta (en) Álex Palou Nick Yelloly Renger van der Zande              | Acura ARX-06                       | 741   | +40 Tours       |
| 14      | GTP     | 8   | 93  | Acura Meyer Shank Racing avec Curb Agajanian | Kakunoshin Ohta (en) Álex Palou Nick Yelloly Renger van der Zande              | Acura AR24e 2,4 L V6 Twin-Turbo    | 741   | +40 Tours       |
| 15      | GTP     | 9   | 31  | Cadillac Whelen                              | Jack Aitken Earl Bamber Felipe Drugovich Frederik Vesti                        | Cadillac V-Series.R                | 731   | +50 Tours       |
| 15      | GTP     | 9   | 31  | Cadillac Whelen                              | Jack Aitken Earl Bamber Felipe Drugovich Frederik Vesti                        | Cadillac LMC55R 5,5 L V8 Atmo      | 731   | +50 Tours       |
| 16      | GTD Pro | 1   | 65  | Ford Multimatic Motorsports                  | Christopher Mies Dennis Olsen Frédéric Vervisch                                | Ford Mustang GT3                   | 723   | +58 Tours       |
| 16      | GTD Pro | 1   | 65  | Ford Multimatic Motorsports                  | Christopher Mies Dennis Olsen Frédéric Vervisch                                | Ford Coyote 5,4 L V8 Atmo          | 723   | +58 Tours       |
| 17      | GTD Pro | 2   | 3   | Corvette Racing par Pratt Miller Motorsports | Antonio Garcia Daniel Juncadella Alexander Sims                                | Corvette Z06 GT3.R                 | 723   | +58 Tours       |
| 17      | GTD Pro | 2   | 3   | Corvette Racing par Pratt Miller Motorsports | Antonio Garcia Daniel Juncadella Alexander Sims                                | Chevrolet LT6 5,5 L V8 Atmo        | 723   | +58 Tours       |
| 18      | GTD Pro | 3   | 64  | Ford Multimatic Motorsports                  | Austin Cindric Sebastian Priaulx (en) Mike Rockenfeller                        | Ford Mustang GT3                   | 723   | +58 Tours       |
| 18      | GTD Pro | 3   | 64  | Ford Multimatic Motorsports                  | Austin Cindric Sebastian Priaulx (en) Mike Rockenfeller                        | Ford Coyote 5,4 L V8 Atmo          | 723   | +58 Tours       |
| 19      | GTD Pro | 4   | 1   | Paul Miller Racing                           | Connor De Phillippi Madison Snow Kelvin van der Linde Neil Verhagen (en)       | BMW M4 GT3 Evo                     | 723   | +58 Tours       |
| 19      | GTD Pro | 4   | 1   | Paul Miller Racing                           | Connor De Phillippi Madison Snow Kelvin van der Linde Neil Verhagen (en)       | BMW P58 3,0 L i6 M TwinPower Turbo | 723   | +58 Tours       |
| 20      | GTD Pro | 5   | 69  | GetSpeed                                     | Anthony Bartone Maxime Martin Fabian Schiller (en) Luca Stolz (en)             | Mercedes-AMG GT3 Evo               | 723   | +58 Tours       |
| 20      | GTD Pro | 5   | 69  | GetSpeed                                     | Anthony Bartone Maxime Martin Fabian Schiller (en) Luca Stolz (en)             | Mercedes-Benz M159 6,2 L V8 Atmo   | 723   | +58 Tours       |
| 21      | GTD Pro | 6   | 81  | DragonSpeed                                  | Albert Costa Miguel Molina Davide Rigon Thomas Neubauer (en)                   | Ferrari 296 GT3                    | 723   | +58 Tours       |
| 21      | GTD Pro | 6   | 81  | DragonSpeed                                  | Albert Costa Miguel Molina Davide Rigon Thomas Neubauer (en)                   | Ferrari F163CE 3,0 L V6 Turbo      | 723   | +58 Tours       |
| 22      | GTD Pro | 7   | 4   | Corvette Racing par Pratt Miller Motorsports | Nicky Catsburg Tommy Milner Nicolás Varrone (en)                               | Corvette Z06 GT3.R                 | 723   | +58 Tours       |
| 22      | GTD Pro | 7   | 4   | Corvette Racing par Pratt Miller Motorsports | Nicky Catsburg Tommy Milner Nicolás Varrone (en)                               | Chevrolet LT6 5,5 L V8 Atmo        | 723   | +58 Tours       |
| 23      | GTD Pro | 8   | 77  | AO Racing                                    | Klaus Bachler Laurin Heinrich (en) Alessio Picariello                          | Porsche 911 GT3 R                  | 722   | +59 Tours       |
| 23      | GTD Pro | 8   | 77  | AO Racing                                    | Klaus Bachler Laurin Heinrich (en) Alessio Picariello                          | Porsche M97/80 4,2 L Flat Six Atmo | 722   | +59 Tours       |
| 24      | GTD Pro | 9   | 91  | Trackhouse par TF Sport                      | Shane van Gisbergen Ben Keating Scott McLaughlin Connor Zilisch (en)           | Corvette Z06 GT3.R                 | 722   | +59 Tours       |
| 24      | GTD Pro | 9   | 91  | Trackhouse par TF Sport                      | Shane van Gisbergen Ben Keating Scott McLaughlin Connor Zilisch (en)           | Chevrolet LT6 5,5 L V8 Atmo        | 722   | +59 Tours       |
| 25      | GTD     | 1   | 13  | AWA                                          | Matthew Bell Orey Fidani (en) Lars Kern Marvin Kirchhöfer                      | Corvette Z06 GT3.R                 | 719   | +62 Tours       |
| 25      | GTD     | 1   | 13  | AWA                                          | Matthew Bell Orey Fidani (en) Lars Kern Marvin Kirchhöfer                      | Chevrolet LT6 5,5 L V8 Atmo        | 719   | +62 Tours       |
| 26      | GTD     | 2   | 120 | Wright Motorsports                           | Adam Adelson Ayhancan Güven Tom Sargent Elliott Skeer                          | Porsche 911 GT3 R                  | 719   | +62 Tours       |
| 26      | GTD     | 2   | 120 | Wright Motorsports                           | Adam Adelson Ayhancan Güven Tom Sargent Elliott Skeer                          | Porsche M97/80 4,2 L Flat Six Atmo | 719   | +62 Tours       |
| 27      | GTD     | 3   | 27  | Heart of Racing Team                         | Mattia Drudi (en) Tom Gamble Zacharie Robichon Casper Stevenson (en)           | Aston Martin Vantage AMR GT3 Evo   | 719   | +62 Tours       |
| 27      | GTD     | 3   | 27  | Heart of Racing Team                         | Mattia Drudi (en) Tom Gamble Zacharie Robichon Casper Stevenson (en)           | Aston Martin M177 4,0 L V8 Turbo   | 719   | +62 Tours       |
| 28      | GTD Pro | 10  | 20  | Proton Competition                           | Matteo Cressoni Richard Lietz Thomas Preining Claudio Schiavoni                | Porsche 911 GT3 R                  | 719   | +62 Tours       |
| 28      | GTD Pro | 10  | 20  | Proton Competition                           | Matteo Cressoni Richard Lietz Thomas Preining Claudio Schiavoni                | Porsche M97/80 4,2 L Flat Six Atmo | 719   | +62 Tours       |
| 29      | GTD     | 4   | 57  | Winward Racing                               | Lucas Auer Indy Dontje (en) Philip Ellis (en) Russell Ward (en)                | Mercedes-AMG GT3 Evo               | 719   | +62 Tours       |
| 29      | GTD     | 4   | 57  | Winward Racing                               | Lucas Auer Indy Dontje (en) Philip Ellis (en) Russell Ward (en)                | Mercedes-Benz M159 6,2 L V8 Atmo   | 719   | +62 Tours       |
| 30      | GTD     | 5   | 96  | Turner Motorsport                            | Robby Foley Patrick Gallagher (en) Jens Klingmann Jake Walker (en)             | BMW M4 GT3 Evo                     | 719   | +62 Tours       |
| 30      | GTD     | 5   | 96  | Turner Motorsport                            | Robby Foley Patrick Gallagher (en) Jens Klingmann Jake Walker (en)             | BMW P58 3,0 L i6 M TwinPower Turbo | 719   | +62 Tours       |
| 31      | GTD     | 6   | 19  | Van der Steur Racing                         | Valentin Hasse-Clot (en) Anthony McIntosh Maxime Robin (de) Rory van der Steur | Aston Martin Vantage AMR GT3 Evo   | 719   | +62 Tours       |
| 31      | GTD     | 6   | 19  | Van der Steur Racing                         | Valentin Hasse-Clot (en) Anthony McIntosh Maxime Robin (de) Rory van der Steur | Aston Martin M177 4,0 L V8 Turbo   | 719   | +62 Tours       |
| 32      | GTD     | 7   | 50  | AF Corse                                     | Riccardo Agostini (en) Conrad Laursen Arthur Leclerc Custodio Toledo           | Ferrari 296 GT3                    | 719   | +62 Tours       |
| 32      | GTD     | 7   | 50  | AF Corse                                     | Riccardo Agostini (en) Conrad Laursen Arthur Leclerc Custodio Toledo           | Ferrari F163CE 3,0 L V6 Turbo      | 719   | +62 Tours       |
| 33      | GTD     | 8   | 83  | Iron Dames                                   | Sarah Bovy Rahel Frey Karen Gaillard Michelle Gatting                          | Porsche 911 GT3 R                  | 719   | +62 Tours       |
| 33      | GTD     | 8   | 83  | Iron Dames                                   | Sarah Bovy Rahel Frey Karen Gaillard Michelle Gatting                          | Porsche M97/80 4,2 L Flat Six Atmo | 719   | +62 Tours       |
| 34      | GTD     | 9   | 32  | Korthoff Competition Motors                  | Maximilian Götz Kenton Koch (en) Seth Lucas (en) Daniel Morad                  | Mercedes-AMG GT3 Evo               | 719   | +62 Tours       |
| 34      | GTD     | 9   | 32  | Korthoff Competition Motors                  | Maximilian Götz Kenton Koch (en) Seth Lucas (en) Daniel Morad                  | Mercedes-Benz M159 6,2 L V8 Atmo   | 719   | +62 Tours       |
| 35      | GTD Pro | 11  | 14  | Vasser Sullivan Racing                       | Ben Barnicoat Townsend Bell Kyle Kirkwood Aaron Telitz                         | Lexus RC F GT3                     | 704   | +77 Tours       |
| 35      | GTD Pro | 11  | 14  | Vasser Sullivan Racing                       | Ben Barnicoat Townsend Bell Kyle Kirkwood Aaron Telitz                         | Toyota 2UR-GSE 5,0 L V8 Atmo       | 704   | +77 Tours       |
| 36 Abd. | LMP2    | 7   | 88  | AF Corse                                     | Nicklas Nielsen Luis Pérez Companc Matthieu Vaxivière Dylan Murry              | Oreca 07                           | 697   | Mechanical      |
| 36 Abd. | LMP2    | 7   | 88  | AF Corse                                     | Nicklas Nielsen Luis Pérez Companc Matthieu Vaxivière Dylan Murry              | Gibson GK428 4,2 L V8 Atmo         | 697   | Mechanical      |
| 37 Abd. | GTD     | 10  | 45  | Wayne Taylor Racing                          | Graham Doyle Danny Formal Trent Hindman Kyle Marcelli (en)                     | Lamborghini Huracán GT3 Evo 2      | 689   | Suspension      |
| 37 Abd. | GTD     | 10  | 45  | Wayne Taylor Racing                          | Graham Doyle Danny Formal Trent Hindman Kyle Marcelli (en)                     | Lamborghini DGF 5,2 L V10 Atmo     | 689   | Suspension      |
| 38      | LMP2    | 8   | 11  | TDS Racing                                   | Mikkel Jensen Hunter McElrea (en) Charles Milesi Steven Thomas                 | Oreca 07                           | 682   | +99 Tours       |
| 38      | LMP2    | 8   | 11  | TDS Racing                                   | Mikkel Jensen Hunter McElrea (en) Charles Milesi Steven Thomas                 | Gibson GK428 4,2 L V8 Atmo         | 682   | +99 Tours       |
| 39      | LMP2    | 9   | 73  | Pratt Miller Motorsports                     | Chris Cumming Pietro Fittipaldi Callum Ilott James Roe (en)                    | Oreca 07                           | 678   | +103 Tours      |
| 39      | LMP2    | 9   | 73  | Pratt Miller Motorsports                     | Chris Cumming Pietro Fittipaldi Callum Ilott James Roe (en)                    | Gibson GK428 4,2 L V8 Atmo         | 678   | +103 Tours      |
| 40      | GTD     | 11  | 34  | Conquest Racing                              | Giacomo Altoè (en) Manny Franco Cédric Sbirrazzuoli Daniel Serra               | Ferrari 296 GT3                    | 673   | +108 Tours      |
| 40      | GTD     | 11  | 34  | Conquest Racing                              | Giacomo Altoè (en) Manny Franco Cédric Sbirrazzuoli Daniel Serra               | Ferrari F163CE 3,0 L V6 Turbo      | 673   | +108 Tours      |
| 41      | GTD Pro | 12  | 48  | Paul Miller Racing                           | Augusto Farfus Dan Harper (en) Dan Harper (en) Jesse Krohn                     | BMW M4 GT3 Evo                     | 668   | +113 Tours      |
| 41      | GTD Pro | 12  | 48  | Paul Miller Racing                           | Augusto Farfus Dan Harper (en) Dan Harper (en) Jesse Krohn                     | BMW P58 3,0 L i6 M TwinPower Turbo | 668   | +113 Tours      |
| 42 Abd. | GTD     | 12  | 78  | Forte Racing (en)                            | Mario Farnbacher Misha Goikhberg Parker Kligerman (en) Franck Perera           | Lamborghini Huracán GT3 Evo 2      | 591   | Accident damage |
| 42 Abd. | GTD     | 12  | 78  | Forte Racing (en)                            | Mario Farnbacher Misha Goikhberg Parker Kligerman (en) Franck Perera           | Lamborghini DGF 5,2 L V10 Atmo     | 591   | Accident damage |
| 43 Abd. | GTD     | 13  | 80  | Lone Star Racing                             | Scott Andrews Ralf Aron Eric Filgueiras Dan Knox                               | Mercedes-AMG GT3 Evo               | 584   | Accident damage |
| 43 Abd. | GTD     | 13  | 80  | Lone Star Racing                             | Scott Andrews Ralf Aron Eric Filgueiras Dan Knox                               | Mercedes-Benz M159 6,2 L V8 Atmo   | 584   | Accident damage |
| 44 Abd. | GTD     | 14  | 12  | Vasser Sullivan Racing                       | Jack Hawksworth Kyle Kirkwood Frankie Montecalvo Parker Thompson (en)          | Lexus RC F GT3                     | 573   | Suspension      |
| 44 Abd. | GTD     | 14  | 12  | Vasser Sullivan Racing                       | Jack Hawksworth Kyle Kirkwood Frankie Montecalvo Parker Thompson (en)          | Toyota 2UR-GSE 5,0 L V8 Atmo       | 573   | Suspension      |
| 45 Abd. | GTD     | 15  | 023 | Triarsi Competizione                         | Eddie Cheever III (en) Alessio Rovera Charlie Scardina Onofrio Triarsi         | Ferrari 296 GT3                    | 569   | Suspension      |
| 45 Abd. | GTD     | 15  | 023 | Triarsi Competizione                         | Eddie Cheever III (en) Alessio Rovera Charlie Scardina Onofrio Triarsi         | Ferrari F163CE 3,0 L V6 Turbo      | 569   | Suspension      |
| 46 Abd. | GTD     | 16  | 21  | AF Corse                                     | Kei Cozzolino Simon Mann Alessandro Pier Guidi Lilou Wadoux                    | Ferrari 296 GT3                    | 555   | Accident        |
| 46 Abd. | GTD     | 16  | 21  | AF Corse                                     | Kei Cozzolino Simon Mann Alessandro Pier Guidi Lilou Wadoux                    | Ferrari F163CE 3,0 L V6 Turbo      | 555   | Accident        |
| 47 Abd. | LMP2    | 10  | 43  | Inter Europol Competition                    | Tom Dillmann António Félix da Costa Jon Field Bijoy Garg (en)                  | Oreca 07                           | 430   | Gearbox         |
| 47 Abd. | LMP2    | 10  | 43  | Inter Europol Competition                    | Tom Dillmann António Félix da Costa Jon Field Bijoy Garg (en)                  | Gibson GK428 4,2 L V8 Atmo         | 430   | Gearbox         |
| 48 Abd. | GTD     | 17  | 66  | Gradient Racing                              | Till Bechtolsheimer Tatiana Calderón Joey Hand Harry Tincknell                 | Ford Mustang GT3                   | 425   | Clutch          |
| 48 Abd. | GTD     | 17  | 66  | Gradient Racing                              | Till Bechtolsheimer Tatiana Calderón Joey Hand Harry Tincknell                 | Ford Coyote 5,4 L V8 Atmo          | 425   | Clutch          |
| 49 Abd. | GTD     | 18  | 70  | Inception Racing                             | David Fumanelli (de) Brendan Iribe Ollie Millroy Frederik Schandorff           | Ferrari 296 GT3                    | 392   | Steering arm    |
| 49 Abd. | GTD     | 18  | 70  | Inception Racing                             | David Fumanelli (de) Brendan Iribe Ollie Millroy Frederik Schandorff           | Ferrari F163CE 3,0 L V6 Turbo      | 392   | Steering arm    |
| 50 Abd. | GTD     | 19  | 36  | DXDT Racing (en)                             | Pipo Derani Charlie Eastwood Alec Udell (en) Salih Yoluç                       | Corvette Z06 GT3.R                 | 355   | Fire            |
| 50 Abd. | GTD     | 19  | 36  | DXDT Racing (en)                             | Pipo Derani Charlie Eastwood Alec Udell (en) Salih Yoluç                       | Chevrolet LT6 5,5 L V8 Atmo        | 355   | Fire            |
| 51 Abd. | GTP     | 10  | 5   | Proton Competition                           | Julien Andlauer Neel Jani Nico Pino Tristan Vautier                            | Porsche 963                        | 352   | Suspension      |
| 51 Abd. | GTP     | 10  | 5   | Proton Competition                           | Julien Andlauer Neel Jani Nico Pino Tristan Vautier                            | Porsche 9RD 4,6 L V8 Twin-Turbo    | 352   | Suspension      |
| 52 Abd. | GTD     | 20  | 47  | Cetilar Racing                               | Antonio Fuoco Nicola Lacorte Roberto Lacorte Lorenzo Patrese (en)              | Ferrari 296 GT3                    | 336   | Electrical      |
| 52 Abd. | GTD     | 20  | 47  | Cetilar Racing                               | Antonio Fuoco Nicola Lacorte Roberto Lacorte Lorenzo Patrese (en)              | Ferrari F163CE 3,0 L V6 Turbo      | 336   | Electrical      |
| 53 Abd. | GTP     | 11  | 40  | Cadillac Wayne Taylor Racing                 | Louis Delétraz Kamui Kobayashi Jordan Taylor                                   | Cadillac V-Series.R                | 245   | Accident        |
| 53 Abd. | GTP     | 11  | 40  | Cadillac Wayne Taylor Racing                 | Louis Delétraz Kamui Kobayashi Jordan Taylor                                   | Cadillac LMC55R 5,5 L V8 Atmo      | 245   | Accident        |
| 54 Abd. | LMP2    | 11  | 2   | United Autosports USA                        | Nick Boulle Ben Hanley Oliver Jarvis Garnet Patterson                          | Oreca 07                           | 239   | Accident        |
| 54 Abd. | LMP2    | 11  | 2   | United Autosports USA                        | Nick Boulle Ben Hanley Oliver Jarvis Garnet Patterson                          | Gibson GK428 4,2 L V8 Atmo         | 239   | Accident        |
| 55      | LMP2    | 12  | 8   | Tower Motorsports                            | Sebastián Álvarez (en) Sébastien Bourdais John Farano Job van Uitert           | Oreca 07                           | 765   | +16 Tours       |
| 55      | LMP2    | 12  | 8   | Tower Motorsports                            | Sebastián Álvarez (en) Sébastien Bourdais John Farano Job van Uitert           | Gibson GK428 4,2 L V8 Atmo         | 765   | +16 Tours       |
| 56 Abd. | GTD Pro | 13  | 9   | Pfaff Motorsports                            | Andrea Caldarelli James Hinchcliffe Marco Mapelli (en) Jordan Pepper           | Lamborghini Huracán GT3 Evo 2      | 227   | Accident        |
| 56 Abd. | GTD Pro | 13  | 9   | Pfaff Motorsports                            | Andrea Caldarelli James Hinchcliffe Marco Mapelli (en) Jordan Pepper           | Lamborghini DGF 5,2 L V10 Atmo     | 227   | Accident        |
| 57 Abd. | GTD Pro | 14  | 007 | Heart of Racing Team                         | Roman De Angelis (en) Ross Gunn (en) Alex Riberas Marco Sørensen               | Aston Martin Vantage AMR GT3 Evo   | 217   | Lost wheel      |
| 57 Abd. | GTD Pro | 14  | 007 | Heart of Racing Team                         | Roman De Angelis (en) Ross Gunn (en) Alex Riberas Marco Sørensen               | Aston Martin M177 4,0 L V8 Turbo   | 217   | Lost wheel      |
| 58 Abd. | GTD     | 21  | 44  | Magnus Racing                                | Andy Lally John Potter Spencer Pumpelly Nicki Thiim                            | Aston Martin Vantage AMR GT3 Evo   | 170   | Engine          |
| 58 Abd. | GTD     | 21  | 44  | Magnus Racing                                | Andy Lally John Potter Spencer Pumpelly Nicki Thiim                            | Aston Martin M177 4,0 L V8 Turbo   | 170   | Engine          |
| 59 Abd. | GTD     | 22  | 021 | Triarsi Competizione                         | James Calado Stevan McAleer (en) Sheena Monk (en) Mike Skeen (en)              | Ferrari 296 GT3                    | 688   | Contact         |
| 59 Abd. | GTD     | 22  | 021 | Triarsi Competizione                         | James Calado Stevan McAleer (en) Sheena Monk (en) Mike Skeen (en)              | Ferrari F163CE 3,0 L V6 Turbo      | 688   | Contact         |
| 60 Abd. | GTD Pro | 15  | 75  | 75 Express                                   | Maro Engel Jules Gounon Mikaël Grenier Kenny Habul                             | Mercedes-AMG GT3 Evo               | 150   | Mechanical      |
| 60 Abd. | GTD Pro | 15  | 75  | 75 Express                                   | Maro Engel Jules Gounon Mikaël Grenier Kenny Habul                             | Mercedes-Benz M159 6,2 L V8 Atmo   | 150   | Mechanical      |
| 61 Abd. | GTP     | 12  | 63  | Automobili Lamborghini Squadra Corse         | Mirko Bortolotti Romain Grosjean Daniil Kvyat Edoardo Mortara                  | Lamborghini SC63                   | 34    | Overheating     |
| 61 Abd. | GTP     | 12  | 63  | Automobili Lamborghini Squadra Corse         | Mirko Bortolotti Romain Grosjean Daniil Kvyat Edoardo Mortara                  | Lamborghini 3,8 L V8 Turbo         | 34    | Overheating     |

## Pole position et record du tour
- Pole position :
- Meilleur tour en course :

## À noter
- Longueur du circuit :
- Distance parcourue par les vainqueurs :